# Friedrich Christian Block
Friedrich Christian Block (* 28. Dezember 1763 in Ratzeburg; † 26. April 1842 ebenda) war ein deutscher evangelisch-lutherischer Pastor und Lauenburgischer Superintendent mit Sitz in Ratzeburg von 1817 bis 1834.

## Leben und Wirken
Block wurde 1790 Hilfspastor und 1793 ordentlicher Pastor in Krummesse. 1806 trat er sein Amt als Konsistorial-Assessor in Ratzeburg an.
1817 wurde er zum Superintendenten des damals in Personalunion mit dem Königreich Dänemark verbundenen Herzogtums Lauenburg und zum Pastor in Ratzeburg ernannt. Im selben Jahr wurde er Ritter vom Dannebrogorden und war ab 1828 Dannebrogsmann. 1818 war er einer der Gründer der Lauenburg-Ratzeburgische Bibelgesellschaft.
Aufgrund seiner Erblindung stellte Block 1831 seine Predigttätigkeit ein, blieb aber weiterhin im Amt des Superintendenten. 1833 und 1834 bat er mehrfach König Friedrich VI. um seine Entlassung, die ihm am 11. Februar 1834 gegen eine Pensionszahlung gewährt wurde.
Seine letzten Lebensjahre verbrachte Block in Ratzeburg, wo er am 26. April 1842 in Folge einer Brandverletzung starb.

## Familie
Er war verheiratet mit Betty Luise Lisette Block (* 1800 in Schleswig), geborene Mutzenbecher. Die Malerin Mathilde Block war seine Enkelin.

## Auszeichnungen
- 1817 Dannebrogorden: Ritter
- 1828 Dannebrogsmann